# Suzana Gâdea
Susănica Irina Gâdea (născută Stănescu), mai cunoscută sub numele de Suzana Gădea, (n. 29 septembrie 1919, Întorsura Buzăului, județul Covasna – d. 25 august 1996, București) a fost o ingineră chimistă-metalurgistă, femeie politică comunistă și ministră română, membră marcantă a regimului Ceaușescu în perioada 1976-1989. A fost aleasă în anul 1974 ca membră corespondentă a  Academiei Române, din care a fost exclusă în 1992. A fost decorată cu Ordinul Muncii, clasa a III-a și a II-a, Ordinul Steaua RPR, și Ordinul Tudor Vladimirescu.

## Biografie
Susănica Irina Gâdea (născută Stănescu) s-a născut la data de 29 septembrie 1919 în orașul Întorsura Buzăului (județul Covasna). Tatăl, Ștefan Stănescu, era fost funcționar și brigadier silvic. Mama sa era casnică. La 27 de ani, Suzana s-a căsătorit cu Dumitru Gâdea, originar din Teleorman, inginer constructor, absolvent al Politehnicii București. Soții au devenit părinți în 1948, când s-a născut Doina. Suzana Gâdea a avut un frate și trei surori (un inginer, o educatoare, o funcționară și o casnică). A absolvit Facultatea de Chimie Industrială a Institutului Politehnic din București (1943), obținând ulterior titlul științific de doctor chimist în metalurgie fizică și semiconductori. A urmat apoi stagii de specializare în domeniul metalurgiei fizice în R.S. Cehoslovacă (Praga, Zbroyovsko și Brno, 1951), R.P. Polonă (Varșovia, 1953) și în R.D. Germană (Dresda, 1954).
După absolvirea facultății, a fost încadrată ca asistent universitar (1943), fiind promovată apoi în gradele didactice de șef de lucrări (1946), conferențiar (1948) și profesor universitar (1956). A îndeplinit funcțiile de prodecan (1948-1951) și apoi de decan (1951-1955) la Facultatea de Mecanică din București. Între anii 1955-1976 a fost prorector al Institutului Politehnic din București. În anul 1962 a devenit membră al PCR.
În anul 1972 a obținut titlul științific de doctor docent în științe cu teza Cercetări asupra durificării aliajelor de aluminiu. În anul 1974, Suzana Gâdea a fost aleasă ca membră corespondentă a  Academiei Române. A fost membră a mai multor institute cum ar fi: Institutul Iron and Steel (Anglia, 1968), Academia Franceză de Științe (1970, membră de onoare), Comisia Internațională de microscopie electronică (1973, vicepreședinte).
A efectuat cercetări fundamentale cu privire la teoria dislocațiilor (lichid-solid, lichid-lichid, solid-solid) și cu privire la aliajele semiconductoare pentru: circuite integrate, generatori piezoelectrici, componente electronice. Are realizate cercetări asupra tratamentelor termice și termochimice, studii asupra difuziei, a sărurilor topite și depunerilor de structuri subțiri. A studiat problema aliajelor de aluminiu de mare rezistență mecanică pentru construcții de avioane.
În perioada 16 iunie 1976 - 28 august 1979, a îndeplinit funcția de ministru al educației și învățământului și apoi, în perioada 28 august 1979 - 22 decembrie 1989, pe cea de președinte al  Consiliului Culturii și Educației Socialiste (cu rang de ministru). Ea a mai îndeplinit și funcția de președinte al Consiliului Național al Femeilor. Între anii 1979-1989 a deținut funcția de membră al CPEX al PCR. Suzana Gâdea a fost deputat în Marea Adunare Națională în sesiunile din perioada 1965 - 1989.
În decembrie 1989, a fost pentru un scurt timp arestată, în lotul liderilor PCR, pentru comiterea infracțiunii de favorizare la genocid. În 1991 Suzana Gâdea este condamnată la 2 ani închisoare. Pe 20 aprilie 1992 Curtea Supremă de Justiție acceptă cererea procuraturii, schimbă încadrarea juridică în "complicitate la infracțiunea de omor deosebit de grav". Suzana Gâdea primește sentința definitivă și irevocabilă – 8 ani de închisoare. Pe 13 mai, Academia Română hotărăște excluderea ei dintre membrii corespondenți. Pe 25 martie 1994, Suzana Gâdea a fost grațiată de Ion Iliescu.

## Decorații
- Medalia Muncii (14 septembrie 1953)[10]
- Ordinul „Steaua Republicii Populare Romîne” clasa a III-a (18 august 1964) „pentru merite deosebite în opera de construire a socialismului, cu prilejul celei de a XX-a aniversări a eliberării patriei”[11]
- Ordinul „Tudor Vladimirescu” clasa a III-a (30 aprilie 1966) „cu prilejul celei de-a 45-a aniversări de la înființarea Partidului Partidului Comunist din România, pentru merite deosebite în opera de construire a socialismului”[12]
- Ordinul Muncii clasa a II-a (4 mai 1971) „cu prilejul aniversării a 50 de ani de la constituirea Partidului Comunist Român, [...] pentru merite deosebite în opera de construire a socialismului”[13]
- Medalia comemorativă „A 40-a aniversare a revoluției de eliberare socială și națională, antifascistă și antiimperialistă” (20 august 1984) „pentru contribuția deosebită adusă la înfăptuirea politicii Partidului Comunist Român de făurire a societății socialiste multilateral dezvoltate în patria noastră, cu prilejul celei de-a 40-a aniversări a revoluției de eliberare socială și națională, antifascistă și antiimperialistă”[14]

## Lucrări publicate
- Metalurgia fizică (1950)
- Studiul metalelor și aliajelor (1954)
- Metalurgia pulberilor (1958)
- Metalurgia fizică (1961)
- Studiul topiturilor (1962)
- Metalurgia fizică a semiconductorilor (1963) - în colaborare
- Aliaje neferoase (1965) - în colaborare
- Metale rare și semiconductoare (1967)
- Metalurgia fizică a materialelor semiconductoare (1968) - în colaborare
- Solidificarea direcționată a aliajelor de aluminiu (1968)
- Teorii asupra oboselii materialelor metalice (1972)
- Manualul inginerului metalurg (coordonator general al vol. I și II, 1978 și 1982)
- Metalurgie fizică și studiul metalelor (1979) - în colaborare